# Dialogbuch
Der Begriff Dialogbuch oder auch Synchronbuch bezeichnet die textliche Vorlage für die Synchronisation eines fremdsprachigen Kino- oder Fernsehfilms oder einer Fernsehserie. Es beinhaltet die Übersetzung der Dialoge und Monologe eines Filmes in die jeweilige Landessprache, doch im Gegensatz zu Untertitel oder Voice-over ist der Text weniger wortwörtlich als lippensynchron zu formulieren. Dabei ist gleichzeitig auf Inhalt, Länge und Mundbewegungen zu achten.
Anhand dieses Buches sprechen die Synchronsprecher unter der Leitung des Synchronregisseurs die Texte möglichst angepasst zu den Lippenbewegungen der Filmschauspieler in der gewünschten Zielsprache ein. Der Verfasser dieses Skriptes wird Dialogbuchautor oder Synchronautor genannt.

## Bearbeitung der Rohübersetzung
Die Rohübersetzung ist die reine Übersetzung der Originaldialoge. In diesem Prozess ist der Text so wortwörtlich wie möglich zu übertragen. Formulierungen, die nicht direkt übersetzbar sind, werden in Anmerkungen sinngemäß erklärt. Vor allem werden umgangssprachliche Ausdrücke, Redensarten, Metaphern und Idiome in den sogenannten „Subnotes“ erläutert, um zum besseren Verständnis der Aussage beizutragen und darin Möglichkeiten aufzuzeigen, wie in der Zielsprache mit ihnen verfahren werden könnte. Auch Begriffe aus der fachspezifischen Terminologie sind anhand gründlicher Recherchearbeit zu erklären und so adäquat wie möglich wiederzugeben. Dies trifft beispielsweise auf Filme oder Serien aus dem Gerichts- oder Fahndermilieu zu.
Weiterhin bedarf es ausführlicher Hintergrundinformationen, wenn sich die Dialoge auf landestypische, gesellschaftliche Ereignisse, Institutionen oder prominente Persönlichkeiten beziehen, die im Ausland nicht bekannt und diese Anspielungen für das Zielpublikum nicht nachvollziehbar sind. Wird zum Beispiel aus einem amerikanischen Fernsehklassiker zitiert, der im deutschsprachigen Raum gänzlich unbekannt ist, bemüht sich der Synchronautor ein Äquivalent zu finden, einen anderen US-amerikanischen Film, der auch dort berühmt ist.
Insbesondere bei sehr fremden Kulturen, wie z. B. Bollywood-Filmen, benötigt der Dialogbuchautor eine solide Recherche, um den Kern der Aussage begreifen zu können. Denn dieser hat vor dem Verfassen der Texte zu entscheiden, was davon umsetzbar ist und was nicht. So ist es kaum möglich, einen Bollywood-Film wortwörtlich wiederzugeben. Einerseits „beziehen sich die Dialoge der Figuren oft auf kulturelle Riten und zitieren mitunter solch anspruchsvolle poetische Texte, die für das deutsche Publikum nicht nachvollziehbar und zum Teil unverdaulich wären.“ Andererseits können durch die fremde Struktur der Hindi-Grammatik, welche weitaus komplexer und verschachtelter ist als die deutsche, nicht dieselben Satzlängen eingehalten werden. „Dagegen ist die englische Sprache viel bildlicher jedoch unkomplizierter aufgebaut, so dass man den Text „eindampfen“, also einige Informationen weglassen muss.“
So versucht der Synchronautor vor der Dialogbearbeitung die sprachliche Ebene der Protagonisten zu erkennen und zu bestimmen und deren kulturellen Hintergrund und Lebensgefühl zu analysieren, damit er innerhalb dieses Rahmens die einzelnen Dialoge gegebenenfalls freier formulieren kann. Seine Aufgabe besteht im Wesentlichen darin, „synchron zu den im Bilde festgehaltenen Mundbewegungen und den vorgegebenen Textinhalten einen neuen, sinnvollen szenenechten Text zu finden (…). Alle asynchron erscheinenden Stellen müssen ausgemerzt, deutsche Slangausdrücke und Wortspiele gefunden oder geschickt durch Textbearbeitung umgangen und sprachliche Unebenheiten beseitigt werden.“

## Lippensynchrone Anpassung
Beim Texten muss der Synchronautor den Inhalt des Originals unter Berücksichtigung folgender drei Komponenten in der Zielsprache formulieren: Die Länge der Sprechphase muss mit dem Original übereinstimmen, die Mundbewegungen müssen denen des Filmdarstellers so weit wie möglich entsprechen und die Betonung der Worte haben zum Gesichtsausdruck und der Körpersprache zu passen.
Der Synchronautor hat sich vor allem den in Großaufnahmen zu sehenden Mundbewegungen der Darsteller (im „On“) unterzuordnen. Das bedeutet, Satzlängen und die Position bestimmter Konsonanten, die Lippenverschlüsse verursachen, sog. Labiale, sind schon vorgegeben und die Übersetzung muss gemäß diesen Parametern sinngetreu angepasst werden. „Der Text muss nicht auf dem Originaltext liegen, sondern die Originalmundbewegungen sind der Maßstab.“
Die Konsonanten „b“, „p“ und „m“ sind eindeutig erkennbar, da deren Erzeugung von den Lippen ablesbar ist. Die Laute „v“, „w“ und „f“ hingegen werden sehr ähnlich geformt, so dass sie miteinander verwechselt, bzw. ausgetauscht werden können. Andere Mitlaute wie „d“, „t“, „k“, „g“, „s“, „r“ sind unproblematisch austauschbar, weil sie ohne spezifische Lippenstellung ausgesprochen werden. Die Artikulierung von Vokalen muss man berücksichtigen, da sie mit extremen Lippen- oder Kieferöffnungen verbunden sind.
Des Weiteren muss der neu formulierte Dialog zum Gesichtsausdruck und der Körpersprache des Schauspielers passen. Das „Reden mit Händen und Füßen“ verleiht den gesprochenen Worten mehr Ausdruck, aber diese Gestiken wiederum geben dem Synchronautor einen Rhythmus vor. So hat beispielsweise der englische Satz „I had enough“ die Betonung auf der vierten Silbe, eine gestische Unterstreichung wie Fußaufstampfen würde am Ende erfolgen. Bei der deutschen Übersetzung „Jetzt reicht’s mir aber!“ würde die Betonung in die Mitte des Satzes wandern und nicht mehr mit dem visuellen Aspekt übereinstimmen.
„Wenn das Synchronbuch in jeder Hinsicht stimmig sein soll, ist es in gutem und flüssigem Deutsch gehalten, trifft die Sprachebene der handelnden Figuren, passt zur Mimik und Gestik, ist lippensynchron und gibt den Inhalt des Originals so präzise wie möglich wieder.“

## Einteilung in Takes
Innerhalb dieser Prämissen adaptiert der Synchronautor den Originaltext Zeile für Zeile. Dabei folgt er entweder den von einem Editor erstellten Unterteilungen in kurze Einzelabschnitte, in sogenannte Takes, die meist nur ein oder zwei Sätze umfassen und etwa zwei bis zehn Sekunden lang sind, oder übergibt seinen Text anschließend zur weiteren Bearbeitung dem Editor, der diese Takes in sein Buch eintragen wird. In der Endfassung des Synchronbuchs sind alle zu sprechenden Dialoge in Takes mit fortlaufenden Nummern angegeben.
Darüber hinaus vermerkt er kürzere oder längere Pausen in den Dialogen und ob die Figur während des Sprechens im Bild von vorne, nur von hinten oder gar nicht zu sehen ist. Diese in Klammern gesetzten Anmerkungen enthalten Hinweise wie beispielsweise (Atmer), (ZÖG), (ins ON), (ins CONT), (ins OFF) oder schlagen einen Alternativtext vor (2.F: …).
Anhand der im Synchronbuch enthaltenen Takes erfolgen die Sprachaufnahmen im Studio, wo die Synchronsprecher Take für Take die Sätze einsprechen. Die Aufnahmen finden dort nicht chronologisch statt, sondern nach Rolle sortiert, damit die jeweiligen Künstler in nur wenigen Tagen den Text einsprechen können.
Ein neunzigminütiger Film besteht in der Regel aus etwa 1200 bis 1500 Takes. Dabei kann es erhebliche Unterschiede zwischen einer Kinoversion und einer Fernsehfassung geben. So wurde nur ein Fünftel des mexikanischen Leinwandepos Babel synchronisiert und der Rest untertitelt, doch für das Fernsehen musste der komplette Text ins Deutsche übertragen werden, da Untertitel vom Publikum sehr häufig nicht angenommen werden. Die Anzahl der Takes bei einer 45 Minuten langen Serienfolge liegt bei etwa 400 bis 450.